# Herbstadt

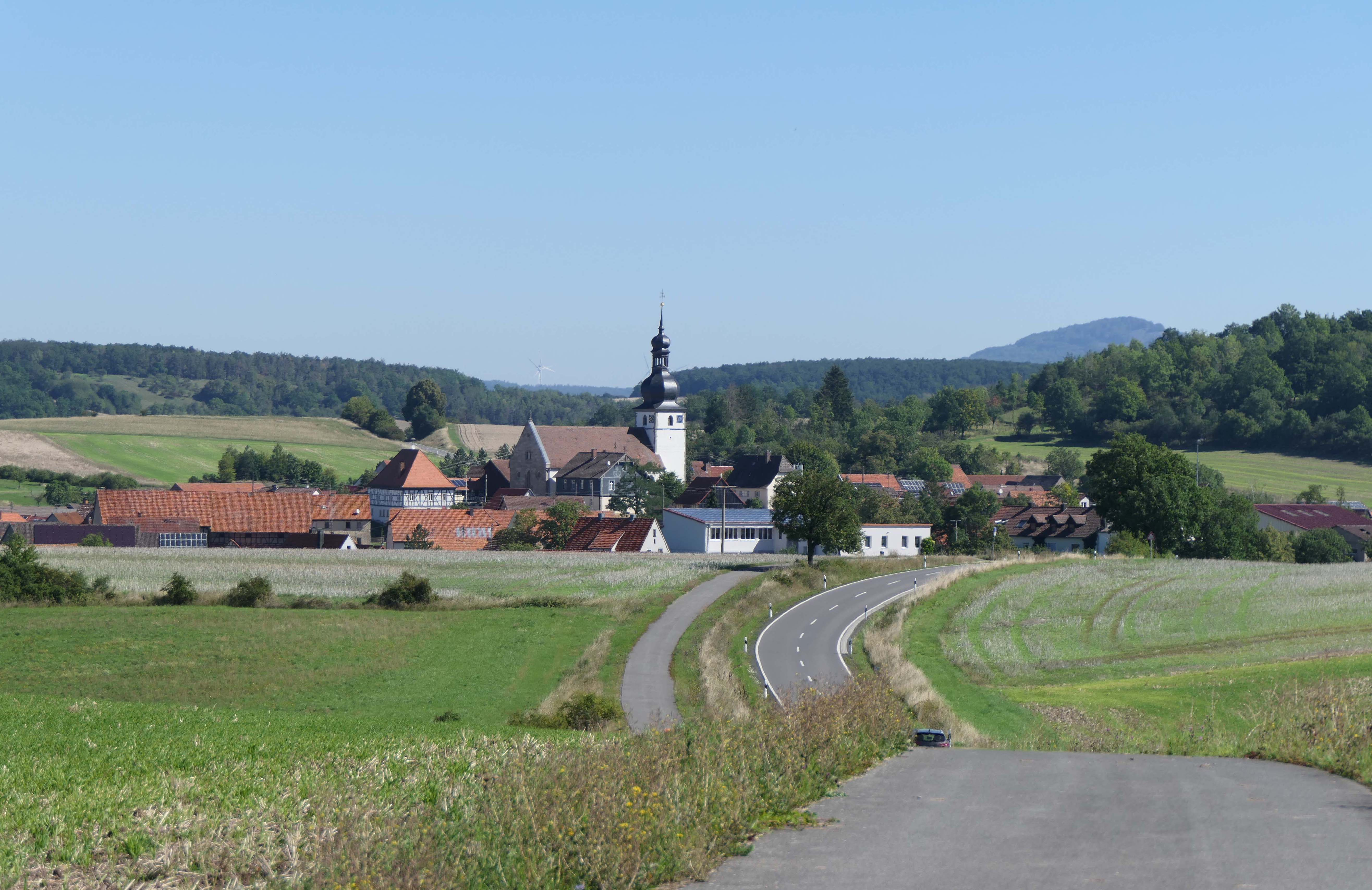
Herbstadt von Süden

Herbstadt ist eine Gemeinde im unterfränkischen Landkreis Rhön-Grabfeld.

## Geografie

### Lage
Die Gemeinde liegt in der Region Main-Rhön.

### Gemeindegliederung
Es gibt vier Gemeindeteile (in Klammern ist der Siedlungstyp angegeben):
- Breitensee (Kirchdorf)
- Dörfleshof (Einöde)
- Herbstadt (Pfarrdorf)
- Ottelmannshausen (Kirchdorf)

Es gibt die Gemarkungen Breitensee, Herbstadt und Ottelmannshausen.

## Geschichte

### Bis zur Gemeindegründung
Die Ländereien auf dem Gebiet des heutigen Herbstadt gehörten ab Ende des 8. Jahrhunderts zunächst zum Kloster Fulda. Ab Mitte des 13. Jahrhunderts war Herbstadt Teil der Grafschaft Henneberg (ab 1245 der Pflege Coburg, ab 1317 des Amtes Heldburg). Im Jahre 1354 kam Herbstadt nach zwei Erbteilungen der Linie Henneberg-Schleusingen zum Hochstift Würzburg (Amt Königshofen). Ab 1500 lag der Ort im Fränkischen Reichskreis.
Im Jahre 1803 wurde Herbstadt zugunsten Bayerns säkularisiert, dann im Frieden von Preßburg 1805 Erzherzog Ferdinand von Toskana zur Bildung des Großherzogtums Würzburg überlassen, mit welchem es 1814 endgültig an Bayern fiel. Im Zuge der Verwaltungsreformen in Bayern entstand mit dem Gemeindeedikt von 1818 die heutige Gemeinde.

### Eingemeindungen
Im Zuge der Gebietsreform in Bayern wurden am 1. Januar 1978 die Gemeinden Breitensee und Ottelmannshausen eingegliedert.

### Einwohnerentwicklung
- 1961: 929 Einwohner[4]
- 1970: 862 Einwohner[4]
- 1987: 676 Einwohner
- 1991: 719 Einwohner
- 1995: 747 Einwohner
- 2000: 708 Einwohner
- 2005: 662 Einwohner
- 2010: 646 Einwohner
- 2015: 619 Einwohner

Die Gemeinde ist Mitglied der Verwaltungsgemeinschaft Bad Königshofen im Grabfeld.
Im Zeitraum 1988 bis 2018 sank die Einwohnerzahl von 695 auf 606 um 89 Einwohner bzw. um 12,8 %. 1994 hatte die Gemeinde 754 Einwohner.
Quelle: BayLfStat

## Politik

### Gemeinderat
Die Gemeinderatswahl 2020 ergab folgende Stimmenanteile und Sitzverteilung:
- CSU: 49,24 %, 4 Sitze
- Wählergruppe Breitensee: 29,81 %, 2 Sitze
- Wählergruppe Ottelmannshausen: 20,95 %, 2 Sitze

### Bürgermeister
Erster Bürgermeister ist Georg Rath (CSU/Wählergruppe Breitensee/Wählergruppe Ottelmannshausen) und 2. Bürgermeister Burkhard Bähr (Wählergruppe Breitensee).

### Wappen
| Wappen von Herbstadt | Blasonierung: „Gespalten von Gold und Blau, im Schildfuß belegt mit einem mit vier Spitzen von Rot und Silber gespaltenen Schildchen, vorne ein schwebendes schwarzes Tatzenkreuz, hinten ein silberner Schrägbalken, der mit drei blauen Ringen belegt ist.“ |
| Wappen von Herbstadt | |

### Kommunale Allianz
Die Gemeinde Herbstadt ist Mitglied in der Kommunalen Allianz Fränkischer Grabfeldgau.

## Kultur und Sehenswürdigkeiten

### Naturdenkmäler

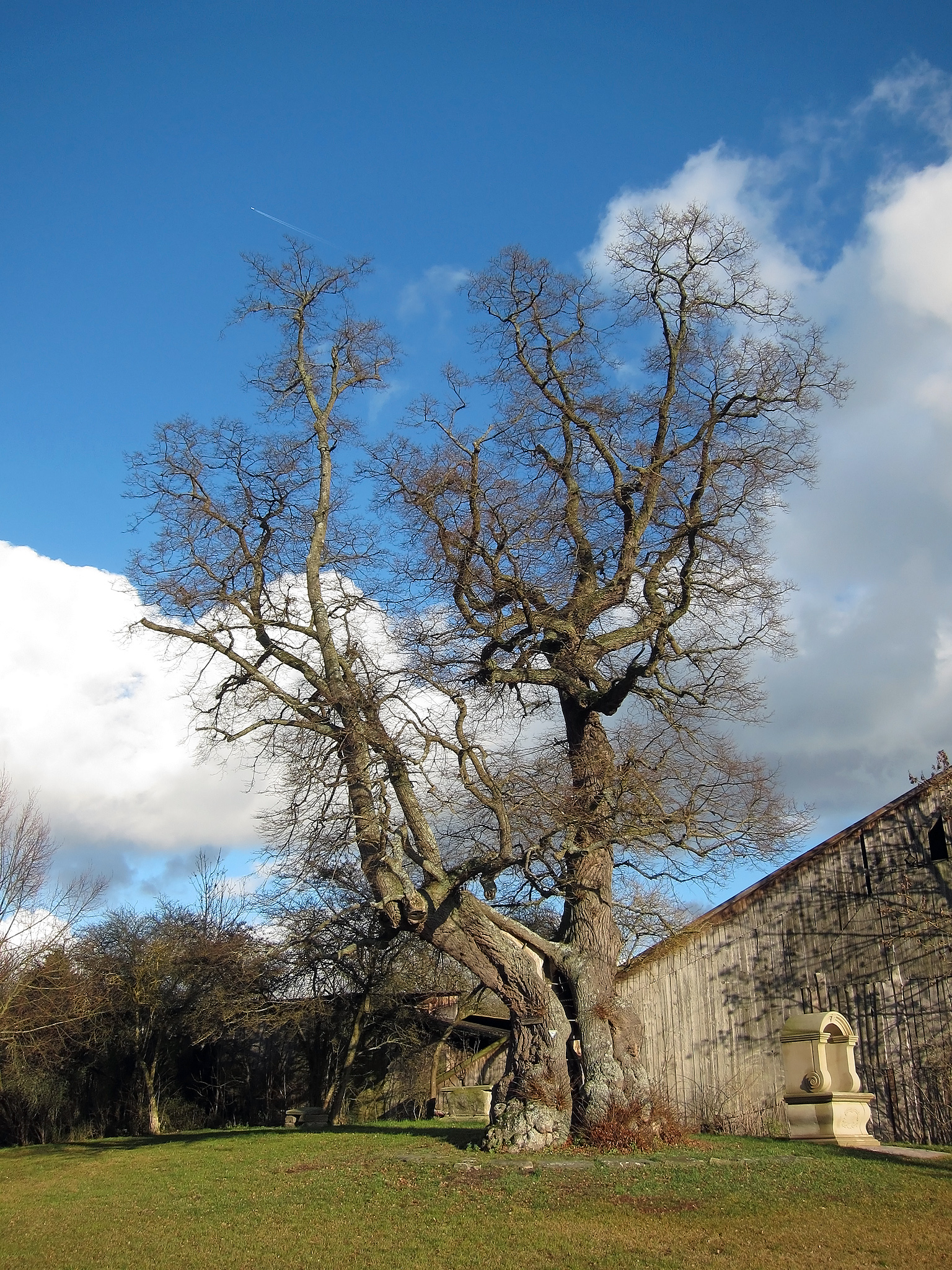
Linde bei Herbstadt

- Am Ortsrand steht eine Winter-Linde. Bei der Unteren Naturschutzbehörde des Landkreises Rhön-Grabfeld ist sie als Naturdenkmal eingetragen. Im Jahre 2011 hatte der Stamm an der Stelle seines geringsten Durchmessers einen Umfang von 6,10 Metern und in einem Meter Höhe von 7,50 Metern.
- Nördlich von Herbstadt liegt das 212 Hektar große Naturschutzgebiet „Poppenholz“, das nicht zuletzt durch die Randlage an der ehemaligen innerdeutschen Grenze entstehen konnte.
- Auf dem Lindenhügel in Herbstadt befinden sich mehrere sehenswerte Bauten (Kirche, Pfarrhaus, Rathaus und Wirtshaus), die unter Fürstbischof Julius Echter errichtet wurden.
- Dörfleshof

### Rad- und Wanderwege
- Die Gemeinde wird auf gleicher Trasse von den Europäischen Fernwanderwegen E3 und E6 durchquert.
- Durch die Gemeinde verläuft der Fernwanderweg Keltenerlebnisweg.

## Wirtschaft und Infrastruktur

### Wirtschaft einschließlich Land- und Forstwirtschaft
Es gab 1998 nach der amtlichen Statistik im produzierenden Gewerbe und im Bereich Handel und Verkehr keine sozialversicherungspflichtig Beschäftigten am Arbeitsort. Sozialversicherungspflichtig Beschäftigte am Wohnort gab es insgesamt 180. Im verarbeitenden Gewerbe gab es vier Betriebe, im Bauhauptgewerbe einen Betrieb. Zudem bestanden im Jahr 1999 51 landwirtschaftliche Betriebe mit einer landwirtschaftlich genutzten Fläche von 2093 Hektar, davon waren 1876 Hektar Ackerfläche und 213 Hektar Dauergrünfläche.

### Bildung
Es gibt folgende Einrichtung (Stand: 2013):
- Kindertageseinrichtung

## Söhne und Töchter der Gemeinde
- Ludwig Reichert (1840–1909), Landwirt und Mitglied des Deutschen Reichstags
- Theophil Steinbrenner (1946–2018), bildender Künstler